# Alta via n. 5
L'Alta via n. 5 (o di Tiziano, in tedesco Höhenweg Nr. 5) parte da Sesto e termina a Pieve di Cadore. È stata dedicata al sommo pittore Tiziano Vecellio, che più volte dipinse le Marmarole come sfondo di paesaggi inconsueti. 
Molto impegnativa con tratti a carattere alpinistico, può essere percorsa in 6/7 giorni e si sviluppa in circa novanta chilometri. La quota massima si raggiunge alla forcella Giàu de la Tana (2650 m) nelle Marmarole.

## Gruppi dolomitici

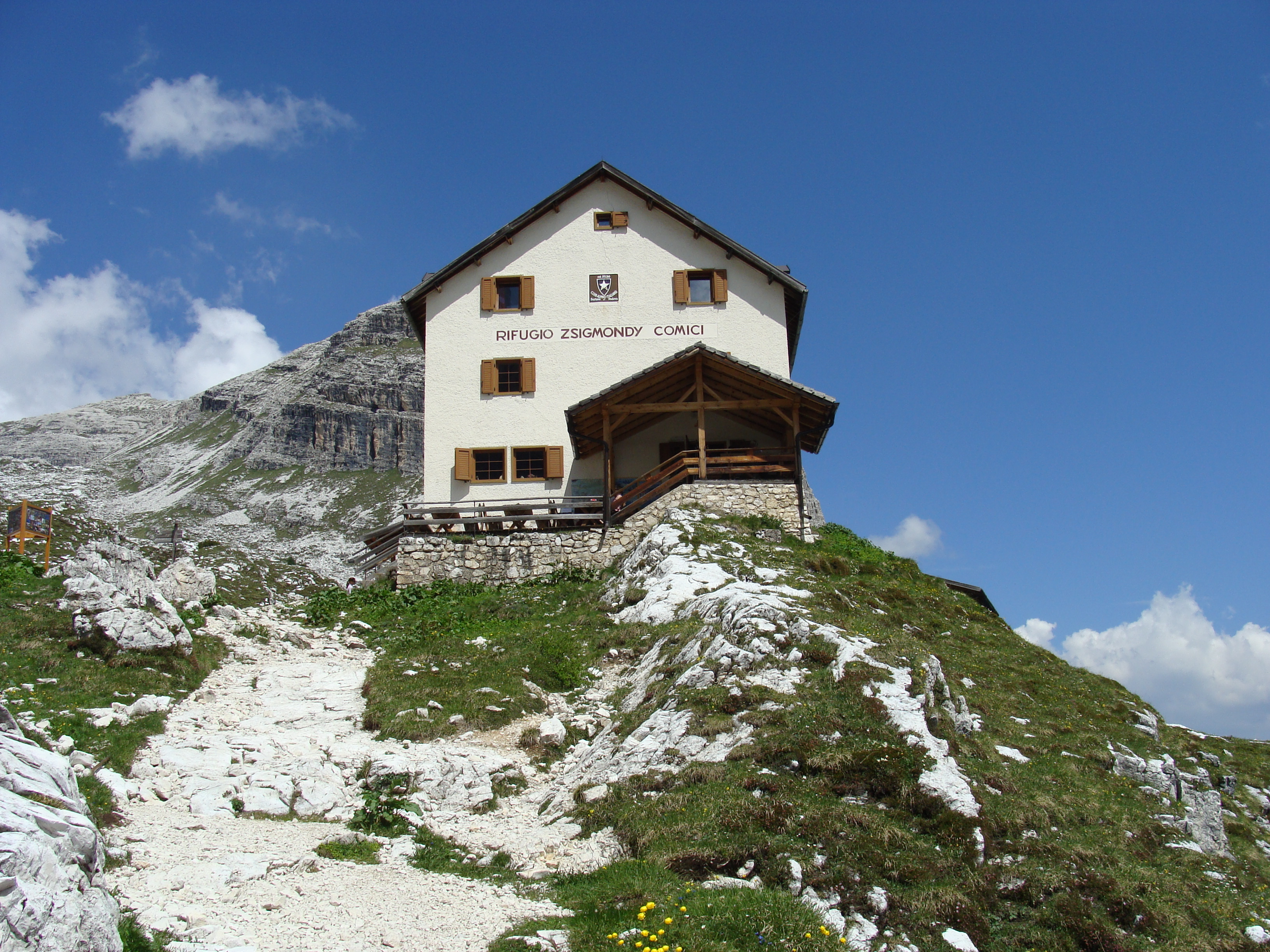
Rifugio Zsigmondy-Comici

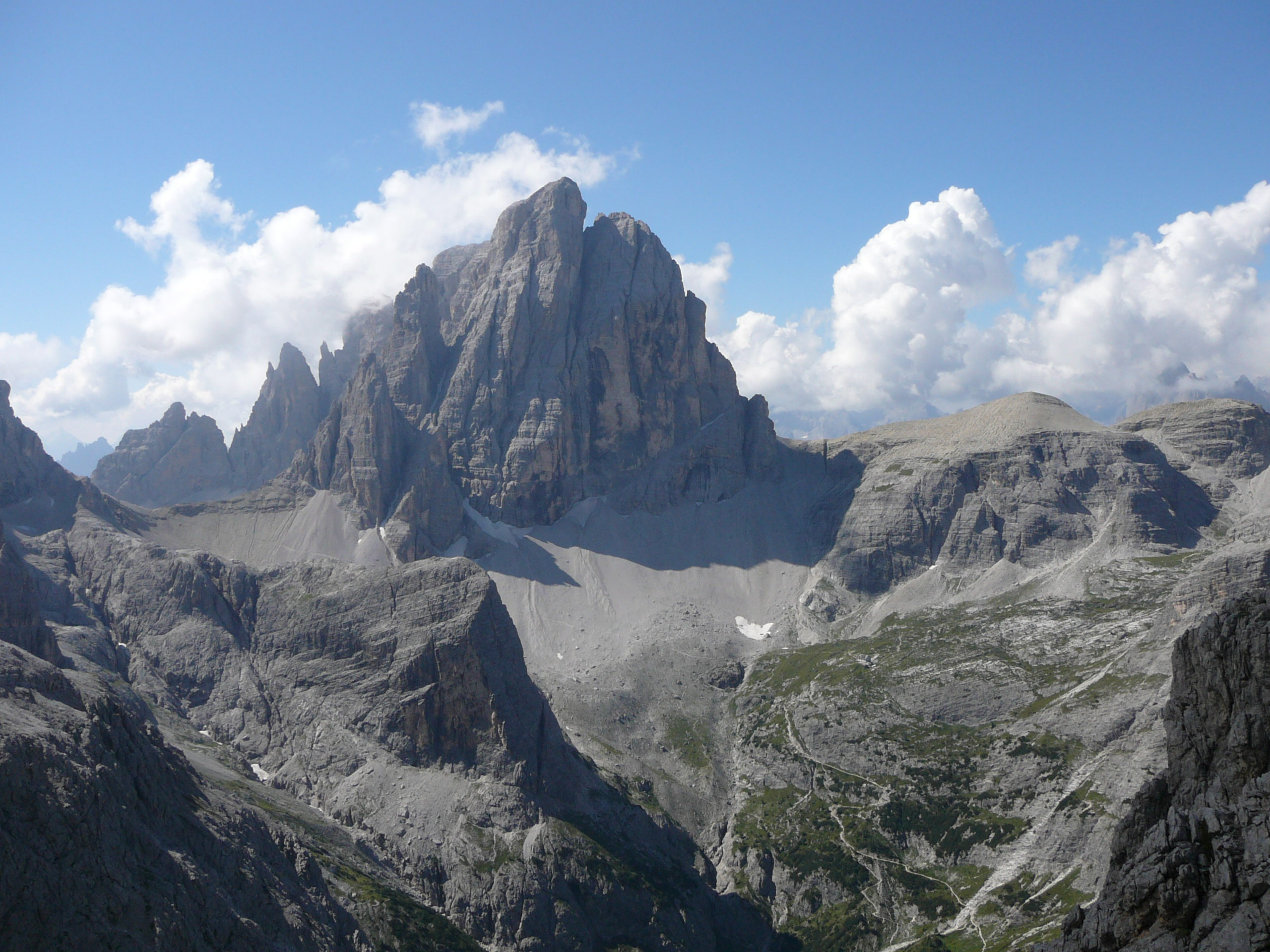
La Croda dei Toni

La via attraversa i seguenti gruppi dolomitici:
- Gruppo del Popera
- Croda dei Toni
- Marmarole
- Antelao

## Le tappe e i tempi indicativi di percorrenza
1. Rifugio Zsigmondy-Comici (2224 m) - rifugio Giosuè Carducci (2297 m).
  - Da Campo Fiscalino, segn. 103, ore 2, si raggiunge il rifugio Comici dal quale, sempre per segn. 103, ore 1-1.15, si raggiunge il rifugio Carducci.
2. Rifugio Giosuè Carducci - Ponte da Rin in Val d'Ansièi, località Orsolina (900 m).
  - Seguendo segn. 103, ore 4.30, si raggiunge località Orsolina.
3. Ponte da Rin - Rifugio Ciarèido (1969 m) o rifugio Baion-Boni (1828 m).
  - Da località Orsolina, seguendo per la val da Rin, segn 273 (val de Poorse), ore 4, si raggiunge il rifugio Ciarèdio o seguendo segn. 273 rosso (Forcella San Piero), ore 6, si raggiunge il rifugio Baion.
4. Rifugio Ciarèido o Rifugio Baion-Boni - bivacco Rifugio Tiziano (2246 m).
  - Dal rifugio Baion (raggiungibile dal Ciareido senza segn., ore 1-1.15) seguendo il segn. 262 rosso e 260, ore 6.30-7 si raggiunge il Bivacco Tiziano. Percorso per esursionisti esperti attrezzato.
5. Bivacco Rifugio Tiziano - Bivacco Musatti (2111 m) - Bivacco Voltolìna (2082 m).
  - Seguendo il segn. 280, ore 4, si raggiunge il bivacco Musatti dal quale, seguendo il segn. 280-278, ore 6.30-7, si raggiunge il bivacco Voltolina per la "strada Sanmarchi". Percorso per esursionisti esperti attrezzato.
6. Bivacco Voltolìna - rifugio San Marco (1823 m) - rifugio Galassi (2018 m).
  - Per la cengia del Doge, segn. 278-280-266, ore 3, si raggiunge il rifugio San Marco e da qui, per segn. 227, ore 1.15, si raggiunge il Rifugio Galassi in val d'Oten. Dal bivacco Voltolina al rifugio San Marco il percorso è alpinistico con tratti esposti.
7. Rifugio Galassi - rifugio Antelao (1796 m) - Pieve di Cadore (878 m).
  - Per la Forcella del Ghiacciaio seguendo il segn. 250, ore 5-5.30, si raggiunge il Rifugio Antelao. Percorso per esursionisti esperti attrezzato. Da qui per segn. 253-250, ore 2.30-3, si raggiunge la frazione di Pozzale (1054 m) e quindi Pieve di Cadore.

## Galleria d'immagini

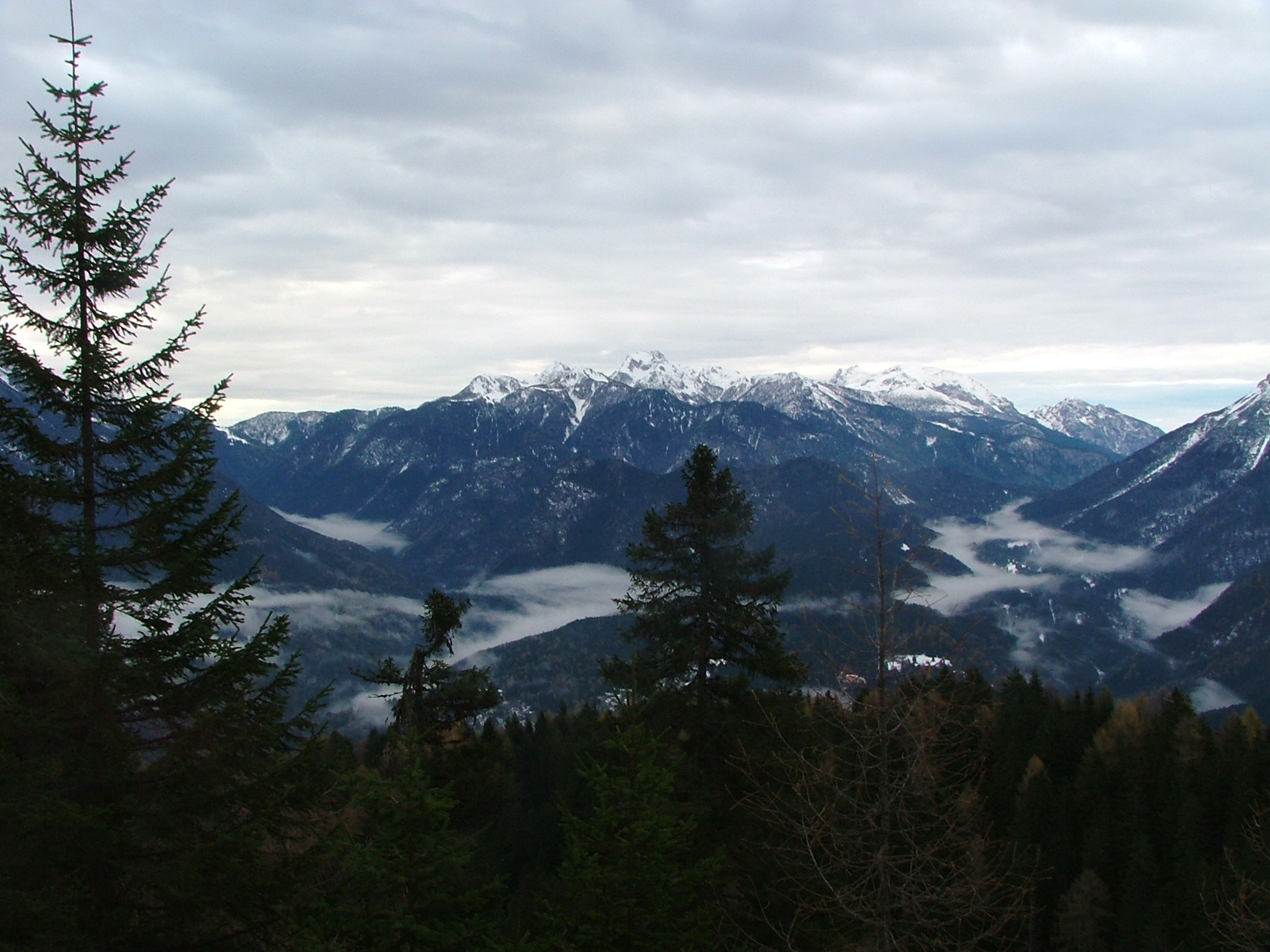
Centro Cadore dal Rifugio Baion
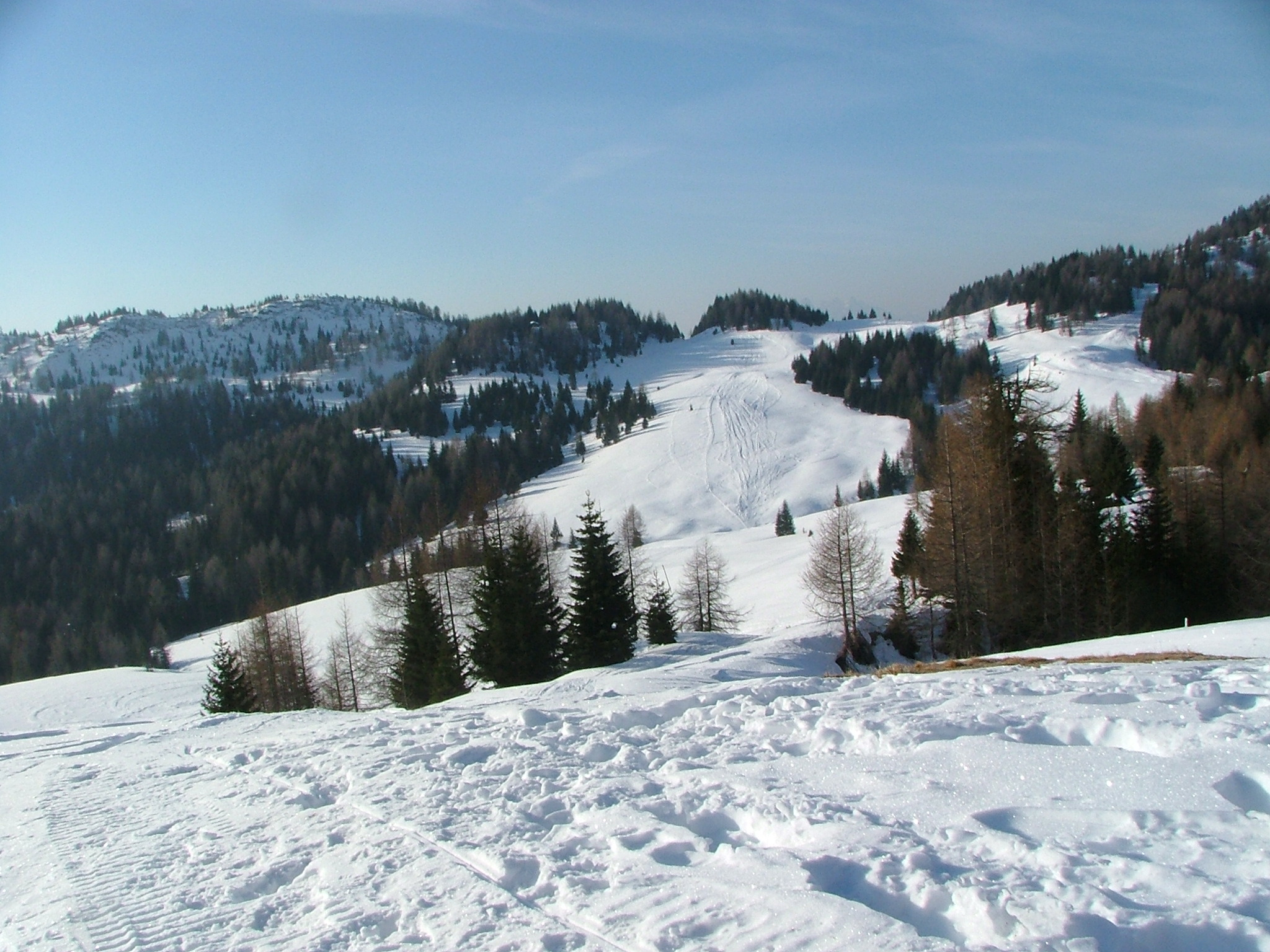
Pian dei Buoi nei pressi del Rifugio Ciareido
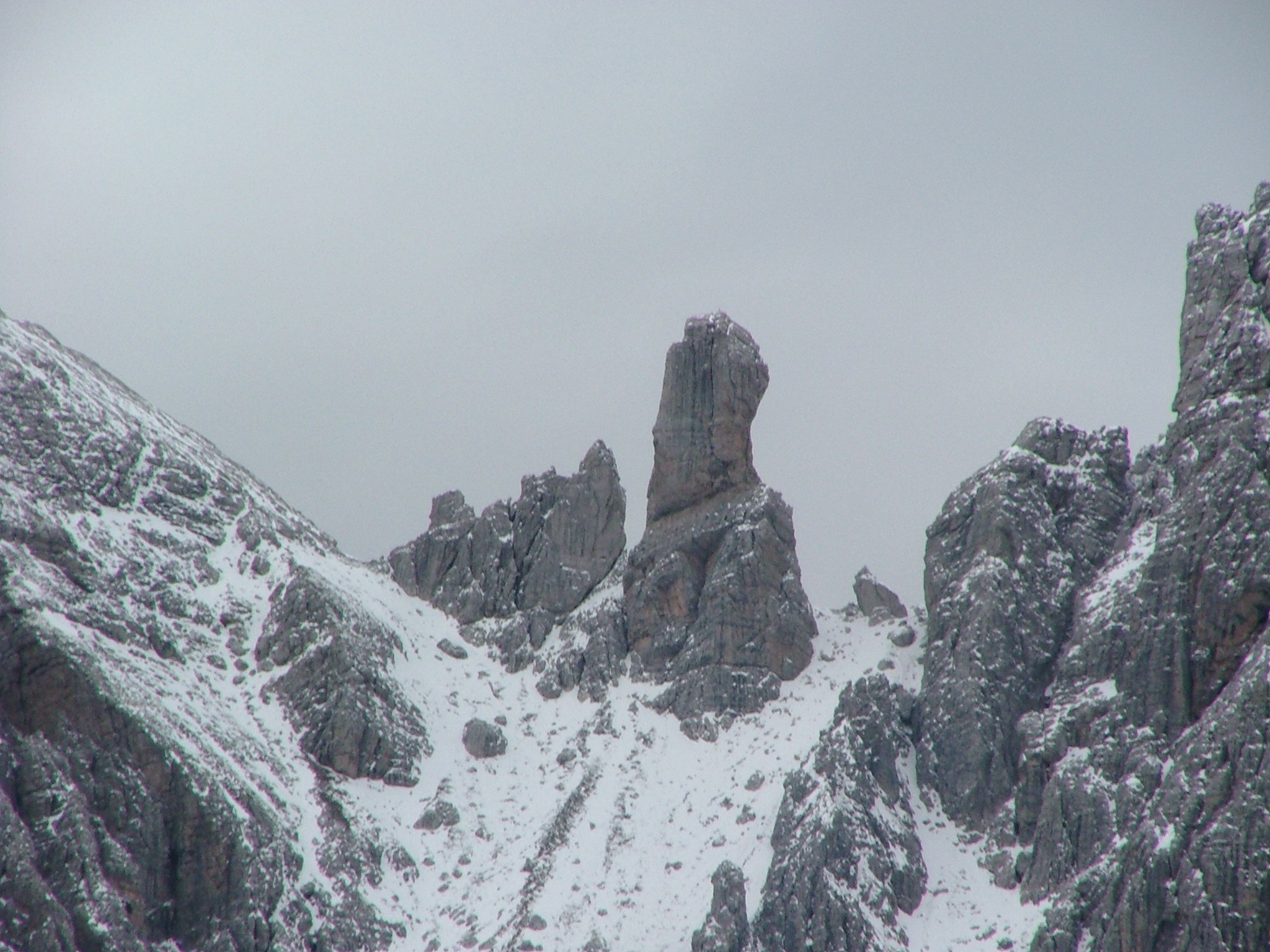
Il Pupo di San Lorenzo nei pressi del rifugio Ciareido